# Psalm 132

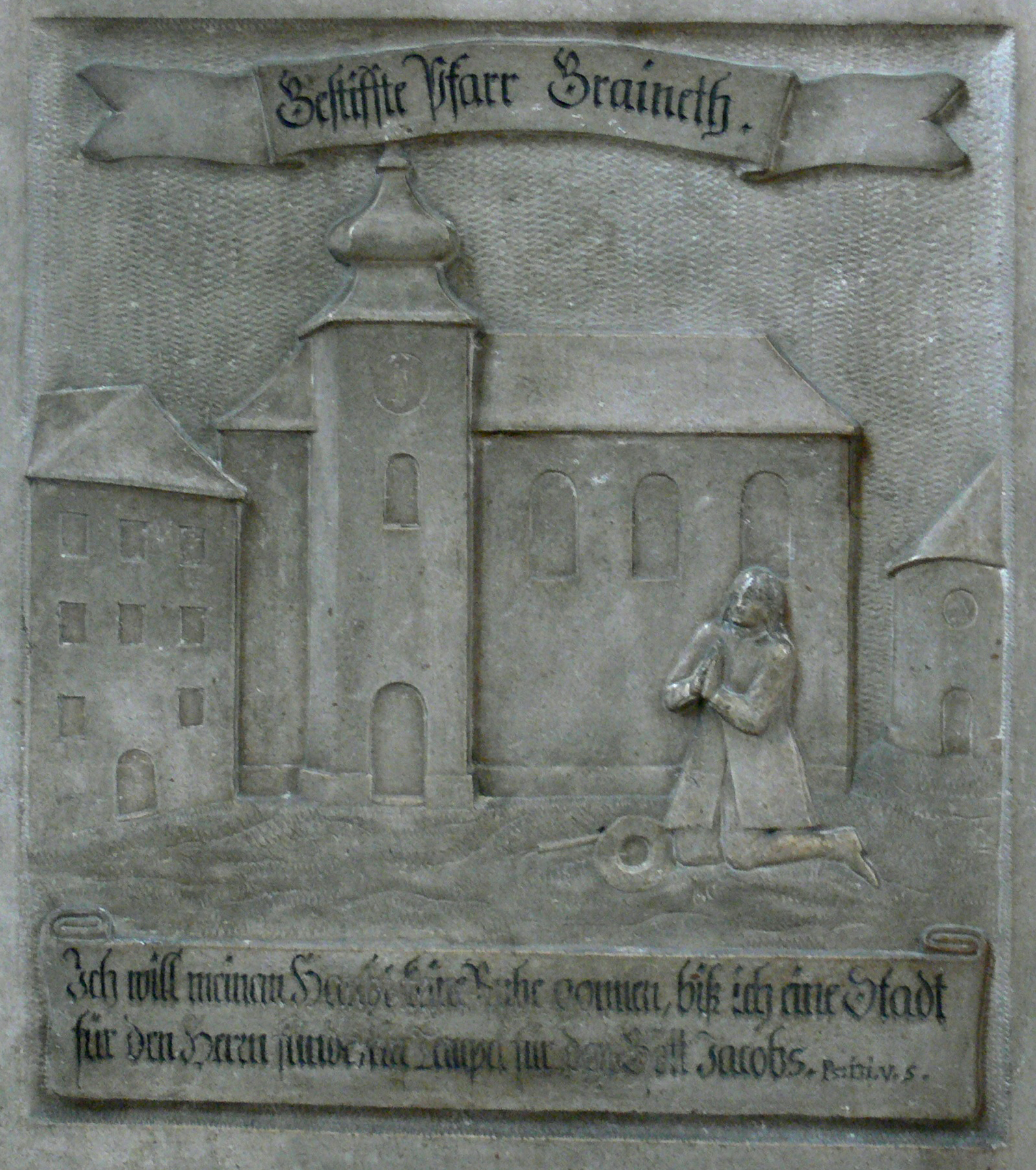
Ausschnitt aus Psalm 132 auf einem Epitaph in einer Kirche in Passau

Der 132. Psalm (nach der griechischen Zählung der Septuaginta, die auch von der lateinischen Vulgata verwendet wird, der 131. Psalm) ist ein biblischer Psalm aus dem fünften Buch des Psalters. Er wird durch den ersten Vers, wie alle Psalmen von Psalm 120 bis einschließlich Psalm 134, als Wallfahrtslied bezeichnet. Der so übersetzte Begriff deutet wohl auf „Stufen“ hin, was vielfach auf die Stufen zum Tempel bezogen wird. Basierend darauf folgt die Interpretation, dass diese Psalmen bei Wallfahrten nach Jerusalem gesungen wurden.

## Einordnung und Inhalt
Psalm 132 gehört zur Gruppe der Königspsalmen und war wahrscheinlich Teil einer Liturgie anlässlich eines Festes zur Erinnerung an die Einweihung des Tempels. Der Psalm verwebt Passagen, in denen es konkret um das kultische Geschehen beim Einzug der Bundeslade geht (Verse 7–10 und 13–18), mit Passagen, die an König David erinnern (Verse 1–6 und 11–12). Dabei werden die Anstrengungen Davids für den Bau eines festen Hauses für die Lade Gottes betont. Er erscheint damit als eigentlicher Begründer des Tempels, wodurch sein Sohn Salomo im Vergleich zu David eher als ausführendes Organ erscheint. Die Verse 8–10 greifen einen Abschnitt aus dem Gebet Salomos bei der Einweihung des Tempels (2. Chronik 6,41–42 ) auf. Der Schluss (Verse 13–18) bekräftigt die Erwählung des Zionbergs und die Segenswirkung, die von dort ausgehen soll.

## Rezeption
Vertonungen des Psalms Memento Domine David sind überliefert von Johann David Heinichen Memento Domine David g-Moll (1724); Davide Perez, sowie von Francisco J. Cabo.